# Большая эстрада в Межапарке
Большая эстрада в Межапарке (латыш. Mežaparka Lielā estrāde) расположена в Латвии, в Риге. Сооружена специально для проведения Вселатвийских Праздников песни и других масштабных мероприятий. Является крупнейшей концертной площадкой в Латвии.
На сцене Большой эстрады может разместиться одновременно более 10 000 исполнителей, а в зрительской зоне — свыше 30 000 зрителей.
На эстраде проходят выступления певческих и танцевальных коллективов, ансамблей народного творчества, а также концерты современных популярных музыкальных коллективов.

## История создания
В 1954 году республиканским проектным институтом был разработан проект эстрады, которая называлась «Трибуна с эстрадой для массовых мероприятий в парке культуры и отдыха „Межапарк“». Авторы проекта — архитекторы В. В. Шнитников и Г. Ирбите. Сооружение эстрады было завершено к XII Празднику песни, состоявшемуся в 1955 году.
Первоначальный проект предусматривал одновременное размещение на эстраде 7000 певцов, 100 танцевальных пар, а в зрительской зоне — 35 тысяч зрителей. До настоящего времени эстрада сохранила свой архитектурный облик, который до 1990 года венчали скульптуры Льва Буковского. К эстраде примыкают кулисы, декорации которых оформлены в стиле латышского национального орнамента.
В 1957 году в помещениях эстрады размещалась экспозиция выставки достижений народного хозяйства Латвийской ССР (созданной по аналогии с ВДНХ СССР), вызвавшая большой народный резонанс.
В 1972 году по проекту архитектора «Латкоммуналпроекта» Инары Цауните был проведён первый капитальный ремонт эстрады. В 1990 году эстрада была реконструирована по проекту, авторами которого стали архитекторы Андрей Гелзис и Юрис Паэгле, акустик Андрис Забраускис. Реконструкция включала демонтаж боковых арок и танцевального пола, тем самым обеспечив на хоровых трибунах место для 15 тысяч певцов.
Очередная реконструкция Большой эстрады началась в 2017 году. К XXVI Празднику песни (2018) был завершён первый раунд реконструкции, связанный со зрительской частью: отныне зрительская зона составляет 22 197 м², теперь здесь 30 557 сидячих мест для зрителей вместо прежних 23 000. Общая территория Большой эстрады, обнесённая оградой, стала в полтора раза больше и теперь составляет 146 439 м².
Работы по реконструкции Большой эстрады были завершёны к XXVII Празднику песни (2023). Общая сумма расходов на реконструкцию оценивается в 63 миллиона евро.

## Галерея

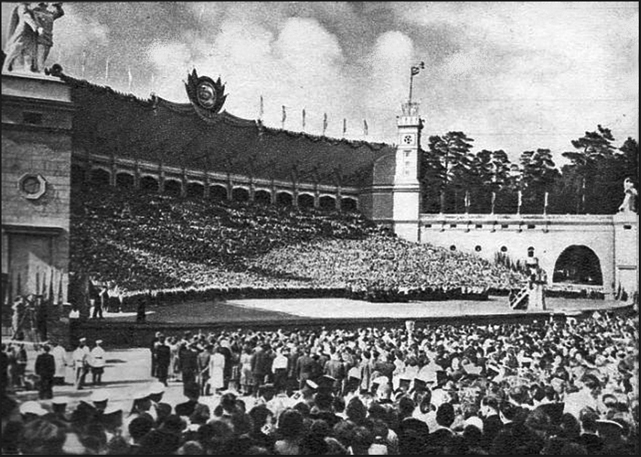
Большая эстрада во время Праздника песни 1955 года
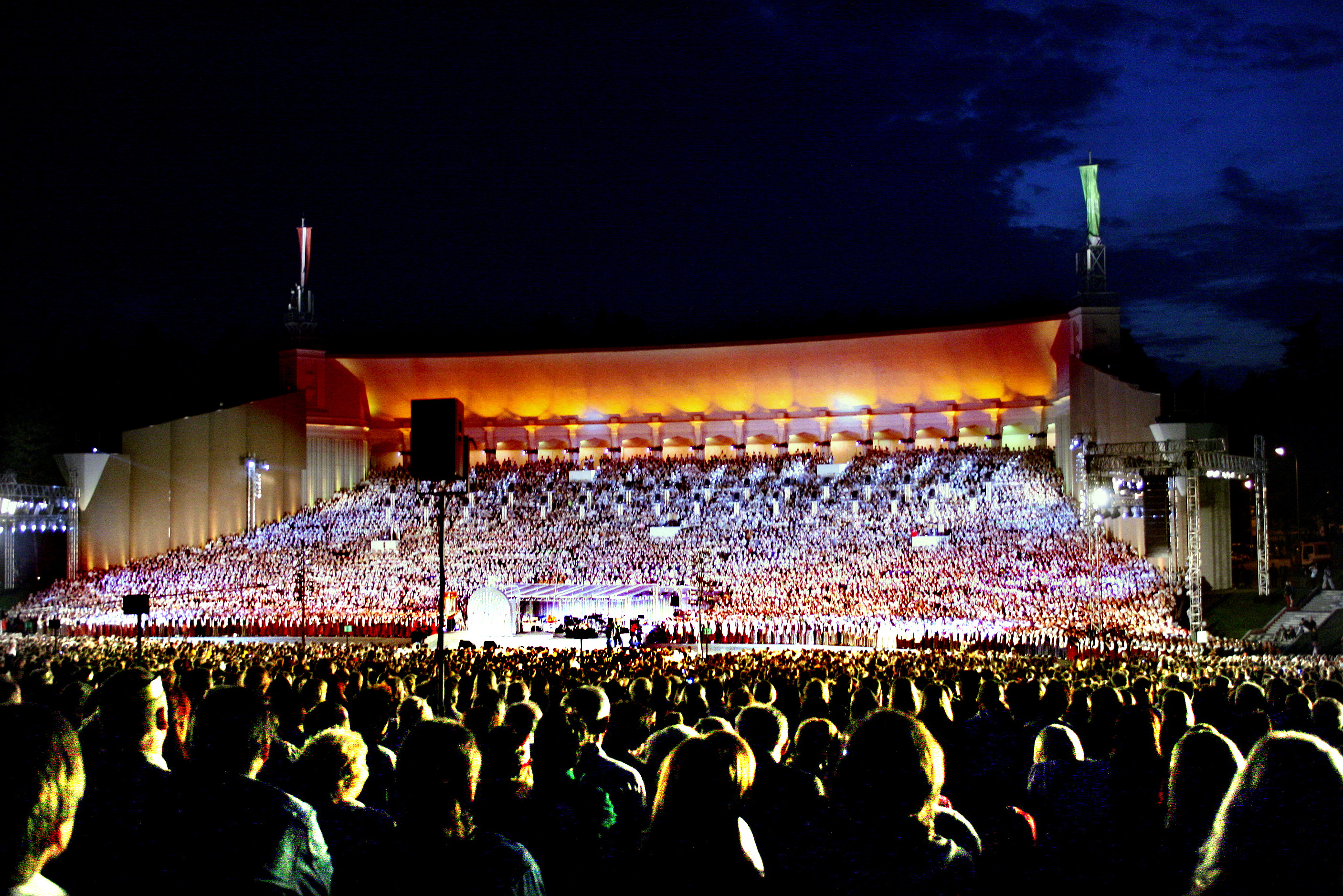
Большая эстрада во время Праздника песни 2008 года
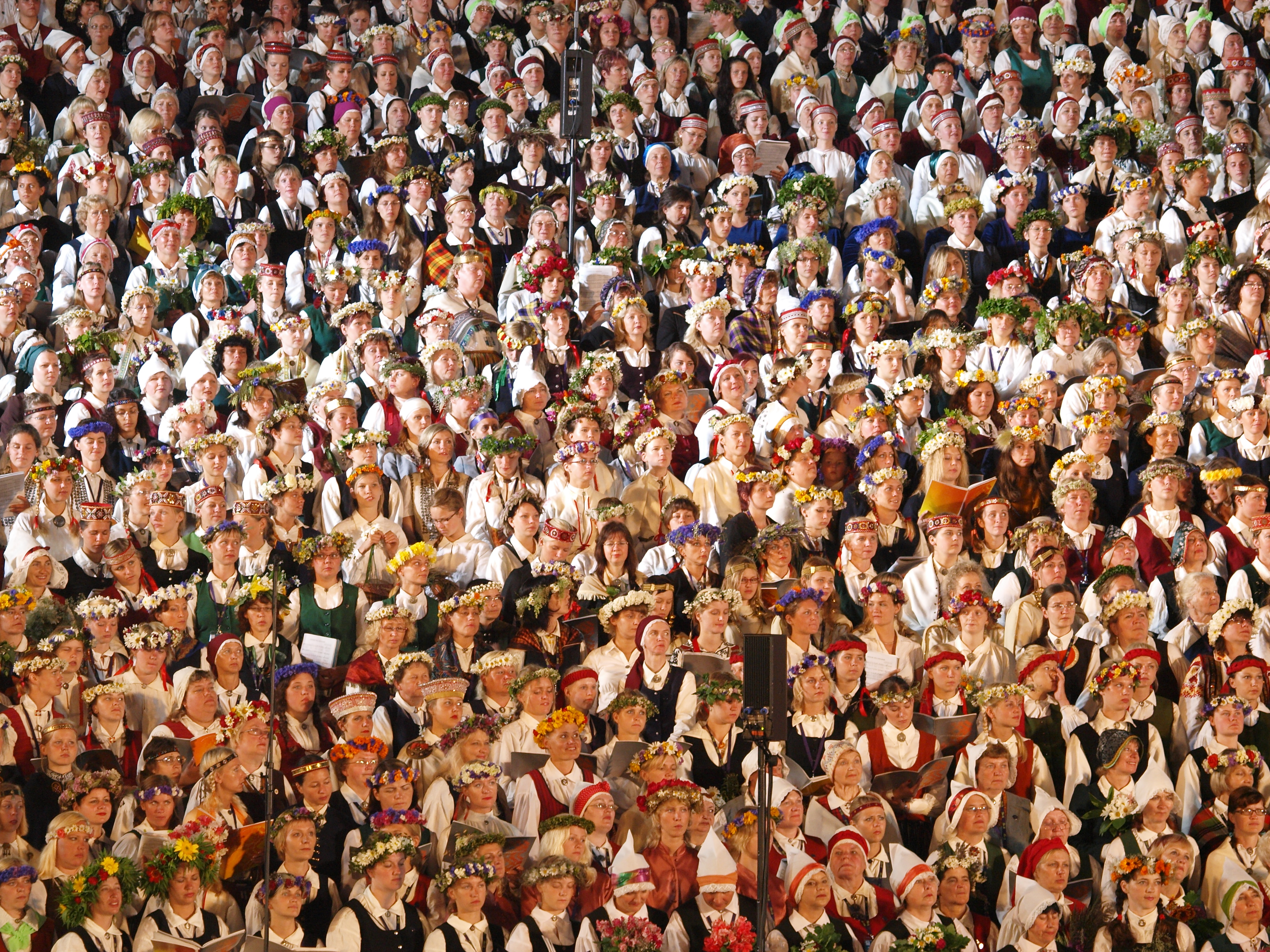
Хор на Празднике песни и танца. Межапарк, 2008 год
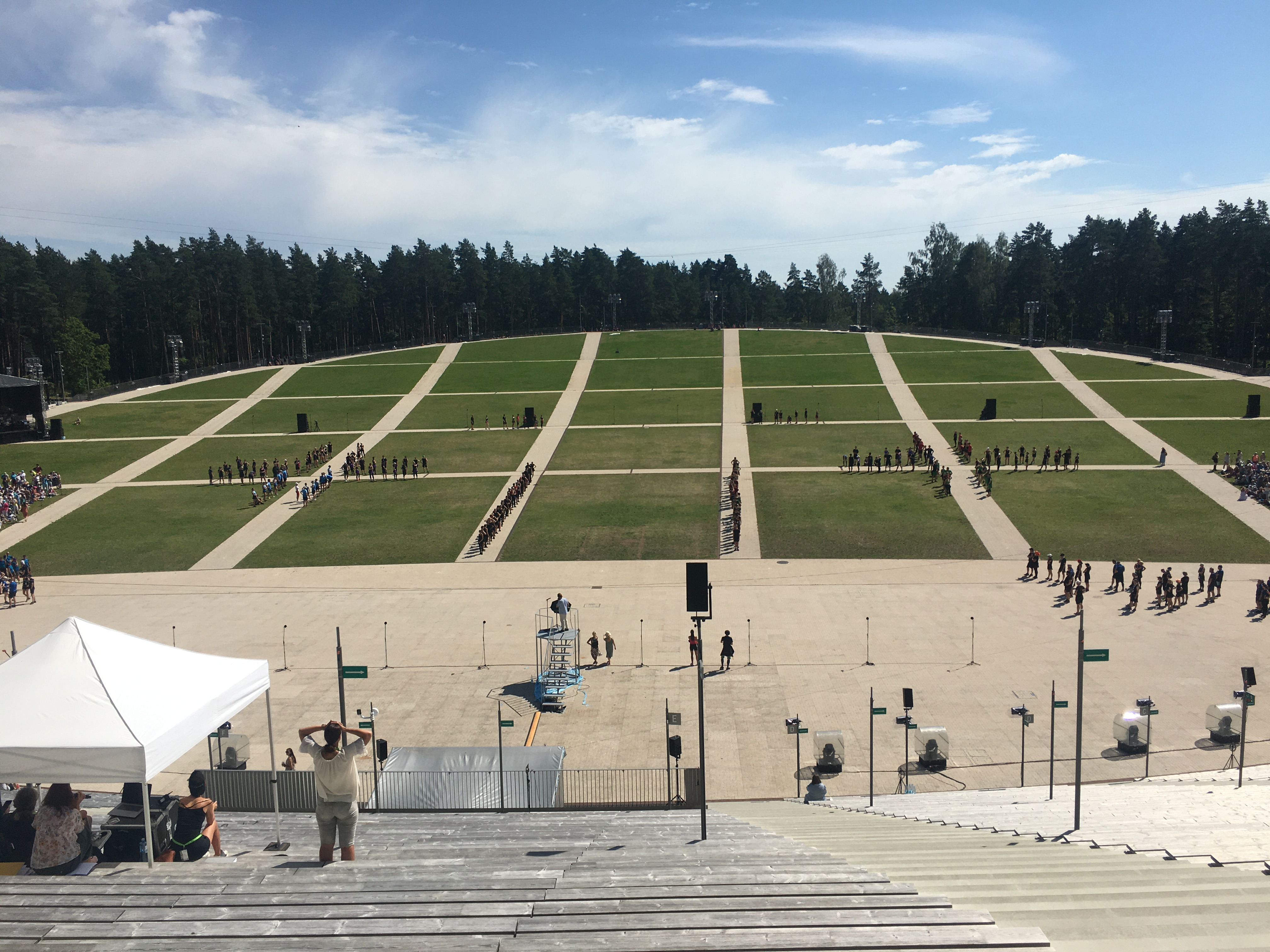
Вид с Большой эстрады
Вид сбоку на Большую эстраду